# Fujiwara no Michinaga
Fujiwara no Michinaga (japanski 藤原 道長, ふじわら の みちなが) (3. godina Kōhōa / 966. – 4. dan 12. mjesec 4. godina Manjua / 3. siječnja 1028.) bio je japanski plemić, državnik i dvorjanin. Predstavljao je vrhunac regenata iz kuće Fujiwara koja je vladala Japanom.

## Roditelji, braća i sestre
Bio je petim sinom Fujiware no Kaneiea i njegove supruge Tokihime, kćeri Fujiware no Nakamase. Bila su dvojica regenata i dvije careve supruge među njegovim braćom i sestrama koje su bile od iste majke.

## Karijera
Kao najmlađi nije privlačio pozornost na dvoru sve dok njegovo dvoje braće nije umrlo. Karijeru je počeo kao 15-godišnjak.
- 986.: sakyō no daibu (左京大夫)
- 986.: gon-no-chūnagon (権中納言)
- 991.: gon-no-dainagon (権大納言)

995. su za vrijeme vladanja cara Ichija njegovo dvoje starije braće Michitaka i Michikane umrli od neke zaraze. Borio se sa starijim Michitakinim sinom Fujiwarom no Korechikom za političku moć. Uz potporu Senshija, njegove sestre i majke Ichija, Michinaga je uspio doći do moći kao i do potpore većine na dvoru. Imenova je za nairana, careva tajnika i pregledatelja svih dokumenata poslanih caru. Pregledavao je dokumente prije nego što ih je car čitao.
- 995.: nairan (内覧)

De facto je vladao Japanom početkom 11. stoljeća. Ovo je vidljivo iz činjenice što je bio ocem četiriju (nevladajućih) carica, ujakom dvaju japanskih careva i djedom još trojice.
- 995.: udaijin (右大臣)
- 996.: sadaijin (左大臣)[1]

## Rodbina
Bio je oženjen za Minamoto no Rinshi/Michiko (源倫子), kćer sadaijina Minamota no Manasobua. Imali su šestero djece.
Također je bio oženjen s Minamoto no Meishi (源明子), kćerju sadaijina Minamota no Takaakire. Imali su šestero djece.
Imao je jednu kćer s još jednom ženom nepoznata identiteta.

## Napomene
1. ↑  Brown, Delmer i dr. (1979.). Gukanshō, str. 304.
2. ↑  Ponsonby-Fane, Richard. (1959). The Imperial House of Japan, str. 15.